# Pavlo Lee
Pavlo Lee (ucraïnès: Павло Романович Ли)  (Ievpatòria, 10 de juliol de 1988 - Irpín, 6 de març de 2022), Pavlò «Paixa» Romànovitx Li va ser un actor i presentador de televisió ucraïnès.

## Biografia
Lee va néixer a Ievpatòria, Crimea, d'un pare Koryo-saram o coreano-ucraïnès i la seva dona, ucraïnesa. També es deia Pavlo Li i Pasha Li.
Lee va ser presentador de televisió del Dom Channel. Va treballar en teatre i en diversos anuncis i va ser conegut per protagonitzar les pel·lícules Tini nezabutykh predkiv. Tayemnytsi molfara (2013), Shtolnya (2006), Pravilo boya (2017), Zustrich odnoklasnykiv (2019) i el doblatge de veu de les pel·lícules The Lion King i El hòbbit a l'ucraïnès. També amb el doblatge de veu de personatges com Eric Cartman a South Park, Steve Smith d'American Dad!, Glenn Quagmire a Family Guy, Psyduck a Detectiu Pikachu. Darrerament va protagonitzar la sèrie de televisió Provincial (2021).
Lee es va allistar a les Forces de Defensa Territorial d'Ucraïna el primer dia de la invasió russa. Durant el temps que va estar lluitant, va publicar diverses vegades al seu compte d'Instagram sobre les condicions i la força d'Ucraïna.
Va morir a conseqüència del bombardeig rus del suburbi Irpin de Kíiv el 6 de març, i la seva mort va ser anunciada pel Festival Internacional de Cinema d'Oten.